# Эрик Леншерр (серия фильмов «Люди Икс»)
Э́рик Ле́ншерр (англ. Erik Lehnsherr), более известный как Магнито (англ. Magneto) — вымышленный персонаж серии фильмов о Людях Икс производства 20th Century Fox, основанный на одноимённом персонаже Marvel Comics. В оригинальной трилогии роль Магнито исполнил британский актёр сэр Иэн Маккеллен, также сыгравший эпизодическую роль в фильме «Росомаха: Бессмертный» 2013 года. В фильмах-приквелах молодого Магнито сыграл Майкл Фассбендер. Оба актёра воплотили Эрика Леншерра на экране в картине «Люди Икс: Дни минувшего будущего» 2014 года.
Эрик — еврей, переживший Холокост в годы Второй мировой войны. Будучи насильно разлучённым со своими родителями, юноша впервые использовал способность манипулировать металлом, в результате чего выяснилось, что он является мутантом. Впоследствии Леншерр провозгласил себя Магнито и объявил войну человечеству, став террористом мирового масштаба.
И Маккеллен и Фассбендер получили всеобщее признание за роль Магнито, ставшего одним из самых популярных злодеев кинокомиксов.

## Создание образа

### Первое появление персонажа
Магнито дебютировал в The X-Men #1 в 1963 году. Начиная с 1960-х, Магнито фигурировал в различных комиксах с участием Людей Икс, включая: Uncanny X-Men, X-Men, Astonishing X-Men, Alpha Flight, Cable, Excalibur, The New Mutants, многие минисерии о Людях Икс, а также другие линейки Marvel. Первое сольное появление персонажа состоялось в специальном ваншоте Magneto: The Twisting of a Soul #0 (Сентябрь, 1993), опубликованном после возвращения персонажа по истечении непродолжительного отсутствия. В ваншоте были перепечатаны истории с участием Магнито из Classic X-Men #12 и 19 (Август, 1987 и март, 1988), написанные Крисом Клэрмонтом и проиллюстрированные художником Джоном Болтоном.
В интервью 2008 года Стэн Ли заявил, что «не считает Магнито плохим парнем. Тот просто хочет нанести ответный удар фанатичным расистам… он пытался защитить мутантов, и поскольку общество обошлось с ними несправедливо, он намеревался преподать обществу урок. Конечно же Магнито был опасен… но я никогда не считал его злодеем». В том же интервью Ли признался, что изначально планировал сделать Магнито братом его заклятого врага Чарльза Ксавьера.
По словам сценариста Криса Клэрмонта, прообразом Магнито выступил Менахем Бегин, тогда как Профессор Икс был основан на Давиде Бен-Гуриононе. При этом Клэрмонт отметил: «На сегодняшний день в интернете ходит много разговоров о том, что Магнито подменяет Малкольма Икс, а Ксавьер — Мартина Лютера Кинга, что совершенно справедливо, но для меня, белого иммигранта, было бы невероятно самонадеянно проводить подобную аналогию. Схожую аналогию можно провести с [премьер-министром Израиля] Менахемом Бегином в роли Магнито, эволюционировавшего за свою жизнь от террориста в 1947 году до лауреата Нобелевской премии мира 30 лет спустя».
Также Клэрмонт высказался о параллелях между Малкольмом Икс и Мартином Лютером Кингом-младшим: «Это было не так давно [в 1970-х]. Прошло всего несколько лет с момента этих убийств. В некотором роде казалось, что это [сравнение] было бы слишком грубо. Моё отношение к Магнито и Ксавьеру скорее связано с Холокостом. Как бы вы отреагировали на столкновение лицом к лицу со злом? В случае с Магнито это было насилие, порождающее насилие. В случае с Ксавьером это была постоянная попытка найти лучший путь… Когда мы отдалились от 60-х, в дело вступил резонанс Малкольма Икс-Мартина Лютера Кинга-Манделы. Просто так получилось».
Первым полноценным комиксом с Магнито в главной роли была минисерия из 4-х выпусков под названием Magneto (Ноябрь, 1996 — февраль, 1997), сценаристами которой выступили Питер Миллиган и Хорхе Гонсалес, а художником — Келли Джонс. В этой минисерии Магнито был представлен несовершеннолетним и страдающим от амнезии подростком, который называл себя Джозефом. Позже выяснилось, что Джозеф был юным клоном Магнито. Впоследствии Магнито возглавил нацию Дженоша. Также Магнито обзавёлся ещё двумя сольными минисериями — Magneto Rex (от Джо Пруэтта и Брэндона Петерсона) и Magneto: Dark Seduction (от Фабиана Нициезоя и Роджера Круза).
Роман в мягкой обложке, подробно описывающий детство Магнито, X-Men: Magneto Testament был написан Грегом Паком и выпущен в сентябре 2008 года. В основе романа Пака лежали реальные истории людей, переживших холокост. Перед публикацией X-Men: Magneto Testament прошлое и история Магнито были освещены в The Uncanny X-Men #150 (Август, 1981). Он был представлен как переживший холокост еврей. Находясь в поисках своей жены Магды, синти, Магнито выдавал себя за синти. Это вызвало путаницу у некоторых читателей относительно наследия Магнито, пока его еврейское происхождение не было подтверждено в Magneto: Testament.

### Ранние попытки адаптации в кино
В 1984 году, сценаристы и главные редакторы Marvel Comics Джерри Конвей и Рой Томас написали сценарий к фильму «Люди Икс», в то время, когда правами на экранизацию владела Orion Pictures, однако производство картины приостановилось, когда студия столкнулась с финансовыми трудностями. С 1989 по 1990 год Стэн Ли и Крис Клермонт вели переговоры с Carolco Pictures о разработке фильма о Людях Икс. На тот момент продюсером ленты должен был выступить Джеймс Кэмерон, а режиссёром — Кэтрин Бигелой. Также Бигелоу написала черновой вариант сценария, в то время как Боб Хоскинкс рассматривался на роль Росомахи, а роль Шторм могла исполнить Анджеле Бассетт. Сделка сорвалась, поскольку Стэн Ли подтолкнул Кэмерона переключить внимание на создание фильма о Человеке-пауке. Carolco обанкротилась, в результате чего права на экранизацию вернулись к Marvel. В декабре 1992 года, Marvel провела безрезультатные переговоры с Columbia Pictures относительно продажи прав собственности Между тем, Ави Арад продюсировал мультсериал «Люди Икс» для канала Fox Kids. Руководству 20th Century Fox понравился анимационный проект, в связи с чем продюсер Лорен Шулер Доннер приобрела права на экранизацию в 1994 году, привлекая Эндрю Кевина Уокера для написания сценария.
По сюжету сценария Уокера, Профессор Икс вербовал Росомаху в команду Людей Икс, состоящую из: Циклопа, Джин Грей, Человека-льда, Зверя и Ангела. Братство мутантов, возглавляемое Магнито, включало: Саблезубого, Жабу, Джаггернаута и Пузыря. Они намеревались захватить Нью-Йорк, тогда как Генри Питер Гайрич и Боливар Траск атаковали Людей Икс роботами Стражами. В предыстории Магнито упоминалось, что он являлся причиной Аварии на Чернобыльской АЭС. Также в сценарии фигурировали Икс-коптер и Комната опасности. В июне 1994 года Уокер предоставил второй вариант сценария. Лаэта Калогридис, Джон Логан, Джеймс Шеймус и Джосс Уидон принимали участие в доработке материала. По одной из версий сценария Магнито превращал Манхэттен в «родину мутантов», а в другой освещался роман Росомахи и Шторм. В сценарии Уидона присутствовала Комната опасностей, а в финале Джин принимала роль Феникса Согласно Entertainment Weekly, этот сценарий был отклонён из-за «остроумного подхода Уидона ссылаться на поп-культуру, который не сочетался с более серьёзным видением». В итоговой версии сохранилось только два диалога, написанных Уидоном. В 1996 году, Майкл Шейбон предоставил FOX 6-страничный сценарий к фильму. Сюжет, по большей части, вращался вокруг персонажей Росомахи и Джубили. Помимо них в команде состояли: Профессор Икс, Циклоп, Джин Грей, Ночной Змей, Зверь, Человек-лёд и Шторм. По задумке Шейбона, злодеи должны были появиться только в сиквеле.

### Кастинг и исполнение
Прежде чем Иэн Маккеллен получил роль Магнито в картине «Люди Икс» 2000 года, на эту роль рассматривались Кристофер Ли, Теренс Стэмп и Дэвид Хемблен (который озвучивал Магнито в мультсериале 1992 года).
Сингер выбрал Маккеллена, сыгравшего в его предыдущем фильме «Способный ученик». Маккеллену понравилась идея фильма показать мутацию как аллегорию на гомосексуальность: «мутанты представлены как одинокие аутсайдеры, лишенные прав, и все это происходит в период полового созревания, когда проявляется их „отличие“», — пояснил Сингер. «Иэн — активист, и он действительно откликнулся на потенциал этой аллегории».
Мэттью Воном утвердил Джеймс Макэвоя на роль Чарльза Ксавьера, прежде чем начать прослушивание на роль Магнито. На пробах Майкла Фассбендера режиссёр быстро ощутил актёрскую химию между МакЭвоем и Фассбендером. На роль молодого Магнито также пробовались Аарон Тейлор-Джонсон, Эндрю Гарфилд, Джек Хьюстон, Эдди Редмэйн и Фрэнк Диллэйн.

### Отменённые фильмы
В годы, предшествующие выходу фильма «Люди Икс» 2000 года, различные сценаристы разработали множество сюжетных концепций, которые в конечном итоге были отклонены. Старейшим материалом с участием Магнито был сценарий 1991 года под названием «Росомаха и Люди Икс», авторства Гэри Голдмана. Образ Магнито был серьёзно переосмыслен, поскольку он выступал промышленником-антимутантом по имени Томас Принс, способным контролировать металл. По сюжету, он вербовал Джейсона Вингарда из Людей Икс и хотел с его помощью оклеветать остальных членов команды. Это привело к приступу антимутантной истерии, в то время как Принс организовал президентскую кампанию, но в конечном итоге потерпел поражение. Согласно сценарию 1994 года, написанному Эндрю Кевином Уокером, фильм начинается с принятия Закона о регистрации мутантов, параллельно с которым ведётся строительство Стражей. В ответ на действия общественности, Магнито и Братство мутантов захватывают Манхэттен, используя свои силы, чтобы защитить его от мира и сделать убежищем для мутантов. В версии 1995 года, также известной как «Росомаха и Люди Икс», написанной Лаэтой Калогридис, Магнито намеревался уничтожить человечество при помощи опасного вируса.
Фильм, который в конечном итоге был переделан в «Люди Икс: Первый класс», изначально задумывался как персональная история происхождения Магнито под названием «Люди Икс: Начало. Магнито». Сценаристом картины должен был выступить Шелдон Тёрнер. Тёрнеру была предоставлена возможность ознакомиться с различными комиксами Marvel и выбрать персонажа, история происхождения которого, по его мнению, могла бы быть хорошо интерпретирована в киноформате. Сценарист выбрал Магнито. Ещё в конце 2004 года «[он] придумал фильм, напоминающий „Пианиста“ 2002 года, о парне, который, увидев гибель своей семьи, пробудил сокрытые в нём силы и вознамерился отомстить». В 2008 году появилась информация, что компания 20th Century Fox приостановила проект, чтобы дождаться выхода сольного фильма о Росомахе и, в зависимости от показателей его успеха, определить, выпускать ещё один фильм с подзаголовком «Начало» или нет.

## Характеристика

### Отличия от комиксов
Личность киноверсии Магнито в той или иной степени отличается от персонажа из первоисточника. В комиксе у Ртути / Питера Максимоффа есть сестра-близнец по имени Ванда, также известная как Алая Ведьма. Эти двое долгое время считались детьми Магнито. В фильмах у Питера есть как минимум одна неназванная сестра. В расширенной сцене из фильма «Люди Икс: Дни минувшего будущего. Версия Роуг» говорится, что у этих двоих есть ещё одна неназванная сестра. Брайан Сингер заявил, что вырезанная (из театрального релиза) сцена является данью уважения фанатам в качестве отсылки, поскольку в комиксах у Магнито есть дочь по имени Лорна Дейн, также известная как Полярис, владеющая теми же способностями, что и её отец. Младшая сестра Питера никогда не идентифицируется как Ванда, и только сам Питер является кровным родственником Леншерра. Сингер дал комментарий о неназванной сестре Питера из «Дней минувшего будущего»:
«Алая Ведьма? Нет, это его младшая сестра. У нас даже была реплика, которую я вырезал, где мать Ртути обращается к маленькой девочке: „Иди подразни свою сестру“, и маленькая девочка говорит: „Да это она дразнит меня!“. Вы бы не увидели старшую сестру, но это бы подразумевалось. специально для фанатов комиксов. Но в конечном итоге я её вырезал».
Роль Себастьяна Шоу в предыстории Магнито из фильма «Люди Икс: Первый класс» была придумана специально для картины 2011 года, в то время как Мистик практически никак не связана с Магнито в комиксах, однако выступает его правой рукой в оригинальной трилогии и имеет сложные отношения с ним в фильмах-приквелах. Также Магнито не стоял у истоков Людей Икс, как было показано в фильмах, когда он помог Чарльзу Ксавьеру сформировать команду, когда они ещё были друзьями.
В комиксах выяснилось, что настоящее имя Магнито — Макс Эйзенхарт, а Эрик Магнус Леншерр — псевдоним. В фильмах его зовут Эрик Леншерр.

### Силы и способности
Магнито был классифицирован как мутант «4 уровня», считающегося гораздо выше «3 уровня», в то время как Джин Грей являлась единственным известным мутантом «5 уровня», о котором было известно Чарльзу Ксавьеру. Как было показано в фильмах, контроль Магнито над металлом ограничивается ферромагнетизмом, в связи с чем он в состоянии манипулировать только ограниченным числом ферромагнитных металлов, таких как железо, никель, кобальт или адамантий, сплав, включающий железо. Таким образом, он не смог бы остановить большинство типов пуль, что объясняет, почему ему не удалось спасти Джона Кеннеди. Перемещение массивного моста Золотые Ворота, что было проделано Магнито в фильме «Люди Икс: Последняя битва», потребовало бы в миллион раз больше силы, чем самый передовой магнит, созданный людьми на сегодняшний день.

## Биография вымышленного персонажа

### Ранняя жизнь
Эрик Леншерр родился в 1930 году. Его родители были евреями из Дюссельдорфа, города на западе Германии. Во время нацистского режима, семья была принудительно сослана в концлагерь Освенцим. Разлучённый со своими родителями Эрик впервые использовал свои способности мутанта, согнув разделяющие их металлические ворота, прежде чем его сбил с ног немец. Вскоре после этого мальчика привели в кабинет доктора Клауса Шмидта. Заинтригованный способностями Эрика Шмидт попытался заставить его продемонстрировать силу магнетизма путём перемещения монеты. Когда Леншерр потерпел неудачу, Шмидт привёл мать мальчика и убил её у него на глазах. Разгневанный Эрик использовал свою силу чтобы раздавить металлические предметы в комнате, убить охранников, раздавив их шлемы, и разрушить соседнюю лабораторную комнату.
Спасаясь от ужасов нацистской Германии, молодой Эрик Леншерр эмигрировал в Соединенные Штаты Америки, перебравшись на остров Эллис. В более поздних этапах своей жизни Эрик Леншерр вёл охоту за нацистскими военными преступниками по всему миру, включая Шмидта. Он выследил убийцу своей матери на крейсере возле дока. Тем не менее, приспешнице Шмидта, телепату Эмме Фрост, удалось сбросить его за борт. Другой телепат, Чарльз Ксавьер, также шедший по следам Шмидта ощутил присутствие Леншерра неподалёку. Тот использовал свои силы, чтобы уничтожить корабль Шмидта, но тому удалось скрыться. Ксавьер вытащил Леншерра из воды и привёл его в «Дивизию Икс», проект ЦРУ по привлечению мутантов на сторону правительства США. Леншерр узнал, что Шмидт всё это время был мутантом, который работал с нацистами из соображений собственной выгоды, и взял себе личность Себастьяна Шоу, после чего заключил союз с русскими. ЦРУ надеялось использовать свою собственную команду мутантов, чтобы раскрыть планы Шоу и остановить его. Леншерр познакомился с Рэйвен, приёмной сестрой-мутантом Ксавьера, способной изменять форму, и Хэнком МакКоем, мутантом с гениальным интеллектом. Леншерр и Ксавьер завербовали других мутантов — Хавока, Банши, Дарвина и Энджел Сальвадор, намереваясь с их помощью дать отпор Шоу.
Члены группы придумали для Леншерра прозвище Магнито. Прибыв в Советский Союз, Эрик и Чарльз допросили Эмму Фрост, узнав от неё о плане Шоу: вызвать ядерную войну между Советским Союзом и другими странами, чтобы ускорить мутации человечества посредством ядерного излучение, благодаря чему Шоу пополнит ряды сторонников и вместе с другими мутантами будет управлять планетой. Попрактиковавшись в использовании своей силы и научившись работать с другими членами команды, Леншерр вновь столкнулся с Шоу, который использовал блокирующий телепатию шлем. Леншерр согласился с идеей Шоу о превосходстве мутантов, однако не мог простить ему убийство матери. Эрик использовал силу магнетизма, чтобы снять шлем с головы Шоу, тем самым позволяя Ксавьеру обездвижить его. Надев шлем, Леншерр использовал ту самую монету, которую он должен был подвинуть по приказу Шоу, пропустив её через голову заклятого врага. Затем он обратился к своей команде и соотечественникам Шоу как к братьям и сёстрам-мутантам, использовав ракеты, выпущенные объединившими силы советскими и американскими линкорами, обратив их против флота. Благодаря вмешательству Чарльза Эрик потерял контроль над ракетами. Затем Эрик отклонил выпущенную в него пулю, которая по случайности попала в спинной мозг Чарльза и парализовала его. Леншерр разочаровался в философии своего союзника и покинул побережье вместе с изъявившими желание присоединиться к нему мутантами. Некоторое время спустя он освободил Эмму Фрост из тюрьмы и представился ей как Магнито. После убийства Джона Кеннеди в 1963 году, Эрик Леншерр был захвачен правительством и заключён в тюрьму из бетона под Пентагоном. На самом деле он пытался спасти президента, который также являлся мутантом, но не смог остановить пулю, которая попала в Кеннеди и убила его.

### Оригинальный таймлайн
В связи с событиями фильма «Люди Икс: Дни минувшего будущего» серия фильмов о Людях Икс разветвляется на две отдельные временные шкалы, начиная с 1973 года. В оригинальной временной шкале Леншерр и Ксавьер навещают юную Джин Грей, девушку-мутанта невероятной силы, и убеждают её поступить в «Школу Ксавьера для одарённых подростков». Незадолго до событий «Людей Икс» 2000 года, Магнито обнаруживает, что Ганс фон Шанк, нацистский военный преступник, в котором он признаёт одного из своих главных мучителей в Освенциме, все ещё жив и находится в заключении. Леншерр врывается в тюремную камеру старика, чтобы убить его, но появляется Ксавьер и отговаривает его. Тем не менее, «милосердие» Магнито оказывается уловкой, поскольку вскоре после этого он тайно отправляет своего лакея Саблезубого подвергнуть этого человека огромной дозе электромагнитного излучения, которое обращает его в мутанта, а позже, без ведома Магнито, убивает его. Сам Леншерр разрабатывает масштабный план по обращению в мутантов множество глав государств мира на международной встрече на острове Эллис, предварительно приказав Мистик похитить сенатора Роберта Келли и поставив на нём эксперимент. Огромный расход сил, необходимых для активации его машины для этой цели, может привести к смерти Магнито, поэтому он собирается поставить вместо себя Роуг, девушку-мутанта, обладающей способностью перенимать силы других мутантов. Когда Люди Икс пытаются объяснить Магнито, что его план убьет мировых лидеров, обратив весь мир против мутантов, он отказывается слушать, однако, в конечном итоге, Эрик терпит поражение от рук учеников Ксавьера и Логана, после чего попадает в специально изготовленную из пластика тюрьму.
В фильме «Люди Икс 2» 2003 года Магнито по-прежнему находится в заточении. Ненавидящий мутантов полковник и военный учёный Уильям Страйкер вынуждает его рассказать о предназначении Церебро и деятельности Ксавьера. Вскоре после этого Ксавьер лично навещает Ланшерра в его камере, где попадает в ловушку Страйкера. Впоследствии Магнито сбегает благодаря помощи Мистик, которая вводит охраннику дозу железа. Чтобы остановить Страйкера, он и Мистик объединяют усилия с Людьми Икс, намереваясь своего старого друга Ксавьера. Они совершают набег на военную базу Страйкера, нейтрализуя находящихся там солдат. Страйкеру практически удаётся заставить своего сына-иллюзиониста-мутанта Джейсона обманом заставить Ксавьера убить мутантов по всему миру с помощью специально созданной копии Церебро, однако Магнито по-прежнему сохраняет невосприимчивость к телепатическим способностям благодаря своему шлему и останавливает Джейсона лишь затем, чтобы Мистик обманула Джейсона и тот приказал Ксавьеру «убить всех людей». Люди Икс останавливают замысел Эрика, однако Магнито отступает, приковав Страйкера цепями к лаборатории и, тем самым, оставляя его умирать при прорыве ближайшей плотины.
В заключительной части трилогии «Люди Икс: Последняя битва» 2006 года Магнито освобождает Мистик из заточения, но затем разрывает союз с ней, когда Рэйвен теряет свои способности-мутанта в результате воздействия так называемого «лекарства», разработанного правительством. Магнито рассматривает это лекарство как план политиков по истреблению своих сородичей и создаёт армию мутантов, к которой также примыкает нестабильная Джин Грей. Впоследствии он и Ксавьер пытаются провести переговоры, однако последний гибнет из-за разрушительной мощи Феникса, тёмной личности Грей. Затем Магнито с помощью моста Золотые Ворота переносит свою армию к лаборатории создателя лекарства, доктора Уортингтона, на острове Алькатрас. Тем не менее, в развернувшемся сражении Магнито теряет силы, когда Хэнк МакКой вводит ему дозу «лекарства». Некоторое время спустя, Магнито удаётся сдвинуть с места металлическую шахматную фигуру, сохранив часть способностей.
Через два года после событий фильма «Росомаха: Бессмертный» 2013 года, Магнито обращается за помощью к своему старому врагу Росомахе, заручившись поддержкой воскресшего Ксавьера. Магнито предупреждает Логана о «тёмных силах», которые могут положить конец мутантам, в то время как на экране воспроизводится реклама «Trask Industries». Действия Мистик по убийству Боливара Траска в 1973 году, её поимка и проведение экспериментов над её ДНК, наряду с событиями, кульминацией которых стала «Последняя битва», в конечном итоге привели к мрачному антиутопическому будущему, где к 2023 году большинство мутантов в мире было уничтожено Стражами, созданными благодаря изучению способностей Мистик. Магнито и Чарльз Ксавьер разрабатывают план по перемещению одного из них назад во времени с помощью вторичной способности-мутанта Китти Прайд, позволяющей ей проецировать сознание человека обратно в его собственное прошлое «я» и, тем самым, создавая возможность изменить прошлое. Поскольку лишь Росомаха оказывается в состоянии пережить перемещение на полвека назад, Китти проецирует его разум в тело Логана из 1973 года, чтобы не дать Рэйвен убить Траска и предотвратить её захват. В это время Магнито защищает Логана, Прайд и Ксавьера от приближающихся Стражей, однако теряет возможность сражаться, получив серьёзное ранение. Когда Росомахе удаётся предотвратить наступление апокалиптического будущего, Магнито исчезает, наряду с другими оставшимися в живых мутантами. Его дальнейшая судьба остаётся неизвестна.

### Обновлённый таймлайн
В 1973 году путешествующий во времени Логан убеждает Хэнка Маккоя и молодого Чарльза Ксавьера освободить Леншерра из его пластиковой тюрьмы под Пентагоном, чтобы предотвратить тёмное будущее. Они отправляются в Париж, где Рэйвен совершает попытку убийства Боливара Траска. Траск убегает, но Леншерр решает убить Рэйвен, тем самым обеспечив сохранность их будущего, но ему удается только лишь её ранить. Позже он находит Рэйвен в аэропорту и пытается убедить её, что «убить одного человека недостаточно», но то по-прежнему намеревается убить Траска на встрече возле Белого дома в Вашингтоне. Сам Леншерр находит восемь прототипов Стражей и наполняет их железом, чтобы иметь возможность управлять ими, а затем направляется на Мемориальный стадион Роберта Ф. Кеннеди и вырывает его с корнем, после чего переносит его в Белый дом. Президент Ричард Никсон вместе с Траском, Уильямом Страйкером и сотрудниками секретной службы укрывается в бункере Белого дома, но Магнито вырывает его из-под земли и вырывает дверь. Затем он произносит речь перед всем миром, в которой предупреждает людей о последствиях попытки бросить вызов мутантам, заявляя, что за мутантами стоит будущее и порабащение человечества. Он готовится убить Никсона в качестве последнего предупреждения, но «президентом» на самом деле оказывается Рэйвен, которая стреляет в Магнито из немагнитного пистолета Страйкера и выводит его из строя. После того, как Ксавьер убеждает Рэйвен не убивать Траска, она снимает шлем Леншерра и оставляет его Ксавьеру. Тем не менее, профессор позволяет старому другу уйти.

Майкл Фассбендер в роли Эрика Леншерра / Магнито в фильме «Люди Икс: Апокалипсис» 2016 года.

В 1983 году Леншерр по-прежнему остаётся самым разыскиваемым человеком в мире, ведя скромную жизнь в Польше под псевдонимом Хенрик Гурска. Он женился на женщине по имени Магда, от которой у него родилась дочь Нина. После того, как он использует свои силы, чтобы спасти коллегу на сталелитейном заводе, польские власти узнают его секрет. Обеспокоенный Леншерр возвращается домой только для того, чтобы обнаружить, что власти ждут его с немагнитным оружием, взяв в заложники Магду и Нину, чтобы убедить Гурска сдаться Интерполу. Нина непроизвольно активирует свои силы-мутанта, из-за чего власти убивают её и Магду. Со слезами на глазах Леншерр снимает металлическое ожерелье своей дочери с её безжизненного тела и использует его, чтобы убить всех солдат, а затем возвращается на сталелитейный завод, чтобы убить своих «коллег» за то, что те сдали его. Тем не менее, его прерывает внезапно появившийся из портала Эн Сабах Нур, который сам убивает этих людей, а затем объясняет, что он был первым мутантом в истории. Эн Сабах Нур уговаривает Магнито присоединиться к нему в качестве одного из его четырёх Всадников. Затем они направляются в Освенцим, где Эрик Леншерр лишился родителей. Эн Сабах Нур усиливает способности Магнито и убеждает его сровнять это место ужаса с землёй, чтобы избавиться от теней прошлого. Под влиянием своего нового наставника озлобленный Магнито начинает искажать магнитное поле Земли, угрожая крахом человеческой цивилизации. Когда Эн Сабах Нур грозится убить Ртуть и Рэйвен, Магнито восстаёт против него. Он, Джин Грей, Скотт Саммерс и Ороро Монро уничтожают древнего мутанта совместными силами. После битвы Эрик и Ксавьер примиряются и, вместе с Джин, помогает восстановить разрушенную школу Ксавьера. Тем не менее, Эрик отклоняет предложение Ксавьера остаться и помогать преподавать. Питер Максимофф решает пока не говорить Эрику, что тот является его отцом.
Леншерр становится защитником острова мутантов в изгнании, Дженоши. Его посещает сбившаяся с пути Джин Грей. Он замечает кровь на её рубашке и спрашивает, кому она принадлежит, но Джин отказывается отвечать. Прибывают вооруженные силы США, но целью оказывается Джин, а не Леншерр, и она бросает им вызов, вынуждая Леншерра использовать свои силы, чтобы помешать ей нанести дальнейший ущерб. После того, как она заставляет войска отступить, Леншерр изгоняет Джин из Дженоши, дабы жителям острова ничего не грозило. Затем Хэнк Маккой посещает Леншерра и раскрывает, что она убила Рэйвен, после чего Магнито и Зверь решают убить девушку. Эрик встречает Чарльза и некоторых Людей Икс возле дома, где находится Джин. Ксавьер предупреждает Эрика, что если люди битву мутантов, они сочтут их «жестокими монстрами», и все, чего они добились для смягчения отношения человечества к ним, может быть потеряно. Несмотря на это, Хэнк, Эрик и несколько его приспешников готовятся штурмовать особняк. Внутри особняка Эрик находит Джин в компании с Вук, неизвестной ему женщиной. Он пытается убить Джин, но та сопротивляется, ломает его шлем и телекинетически выбрасывает Магнито из здания. Леншерр и его товарищи-мутанты попадают в плен военных, которые надевают на них ошейники, блокирующие способности сверхсуществ. Пребывают неизвестные во главе с Вук, которые оказываются инопланетянами-оборотнями, некогда потерявшие родную планету из-за Силы Феникса и теперь намереваются использовать Джин, носителя Силы Феникса, в надежде очистить Землю, чтобы она стала их новым домом. После того, как военные терпят поражение, солдат на борту отключает ошейники мутантов, позволяя им победить пришельцев. После битвы Эрик встречается с Чарльзом как с другом, приносит с собой шахматную доску и наконец примиряется со своими старыми обидами.

## Компьютерная игра
Магнито появляется в игре X-Men: The Official Game (2006), основанной на фильме «Люди Икс: Последняя битва» (2006), события которой разворачиваются между вторым и третьим фильмами оригинальной трилогии. В версии для Nintendo DS является игровым персонажем.
Персонажа озвучил актёр Дуайт Шульц.

## Критика и наследие
И Маккеллен и Фассбендер были удостоены положительных отзывов кинокритиков и зрителей за роль Магнито. The Hollywood Reporter поместил версию Фассбендера на 18-е место среди «величайших исполнителей в супергеройских фильмах в истории», а версию Маккеллена — на 11-е. В 2018 году Vulture поместил Магнито Маккеллена на 8-е место среди 25 «лучших злодеев фильмов о супергероях» В списке GamesRadar «50 лучших злодеев кинокомиксов всех времён» Магнито расположился на 7-м месте. На сайте-агрегаторе рецензий Rotten Tomatoes Магнито занял 3-е место среди «20 лучших злодеев из супергеройских фильмов».

### Награды и номинации
| Год  | Фильм                              | Награда                                      | Категория | Результат | Примечания    |
| ---- | ---------------------------------- | -------------------------------------------- | --- | --------- | ------------- |
| 2006 | «Люди Икс: Последняя битва»        | Премия Ирландского кино и телевидения        | Лучший международный актёр | Номинация | [ 59 ]        |
| 2006 | «Люди Икс: Последняя битва»        | Teen Choice Awards                           | Лучший кинозлодей | Номинация |               |
| 2011 | «Люди Икс: Первый класс»           | Премия Национального совета кинокритиков США | В центре внимания | Победа    | [ 60 ]        |
| 2011 | «Люди Икс: Первый класс»           | Премия Ассоциации кинокритиков Лос-Анджелеса | Лучшая мужская роль | Победа    | [ 61 ]        |
| 2011 | «Люди Икс: Первый класс»           | Премия «Scream»                              | Лучший актёр фэнтези | Номинация | [ 62 ]        |
| 2011 | «Люди Икс: Первый класс»           | Премия «Scream»                              | Лучший мужской прорыв года | Номинация | [ 62 ]        |
| 2014 | «Люди Икс: Дни минувшего будущего» | Teen Choice Awards                           | Лучший злодей | Номинация | [ 63 ] [ 64 ] |
| 2017 | «Люди Икс: Апокалипсис»            | Kids’ Choice Awards                          | Любимая команда (с Джеймсом Макэвоем, Александрой Шипп, Софи Тёрнер, Дженнифер Лоуренс, Николосом Холтом, Эваном Питерсом, Таем Шериданом, Беном Харди, Коди Смитом-Макфаем и Оливией Манн) | Номинация | [ 65 ]        |

## Комментарии
1. 1 2 3 4  Эта версия персонажа появляется в оригинальной линии времени серии фильмов «Люди Икс».
2. 1 2 3 4 5 6 7 8 9 10  Эта версия персонажа появляется в переработанной линии времени серии фильмов «Люди Икс» после фильма «Люди Икс: Дни минувшего будущего» (2014).